# International Journal of Number Theory
International Journal of Number Theory is een internationaal, aan collegiale toetsing onderworpen wetenschappelijk tijdschrift op het gebied van de wiskunde. De naam wordt in literatuurverwijzingen meestal afgekort tot Int. J. Number Theor. Het wordt uitgegeven door World Scientific en verschijnt 8 keer per jaar. Het eerste nummer verscheen in 2005.